# Nils-Gagnetberget
Nils-Gagnetberget är ett naturreservat i Sollefteå kommun i Västernorrlands län.
Området är naturskyddat sedan 2007 och är 35 hektar stort. Reservatet omfattar en nordost sluttning av består av Nils-Gagnetberget och består av granskog med inslag av lövträd.